# Synagoge (Berschad)

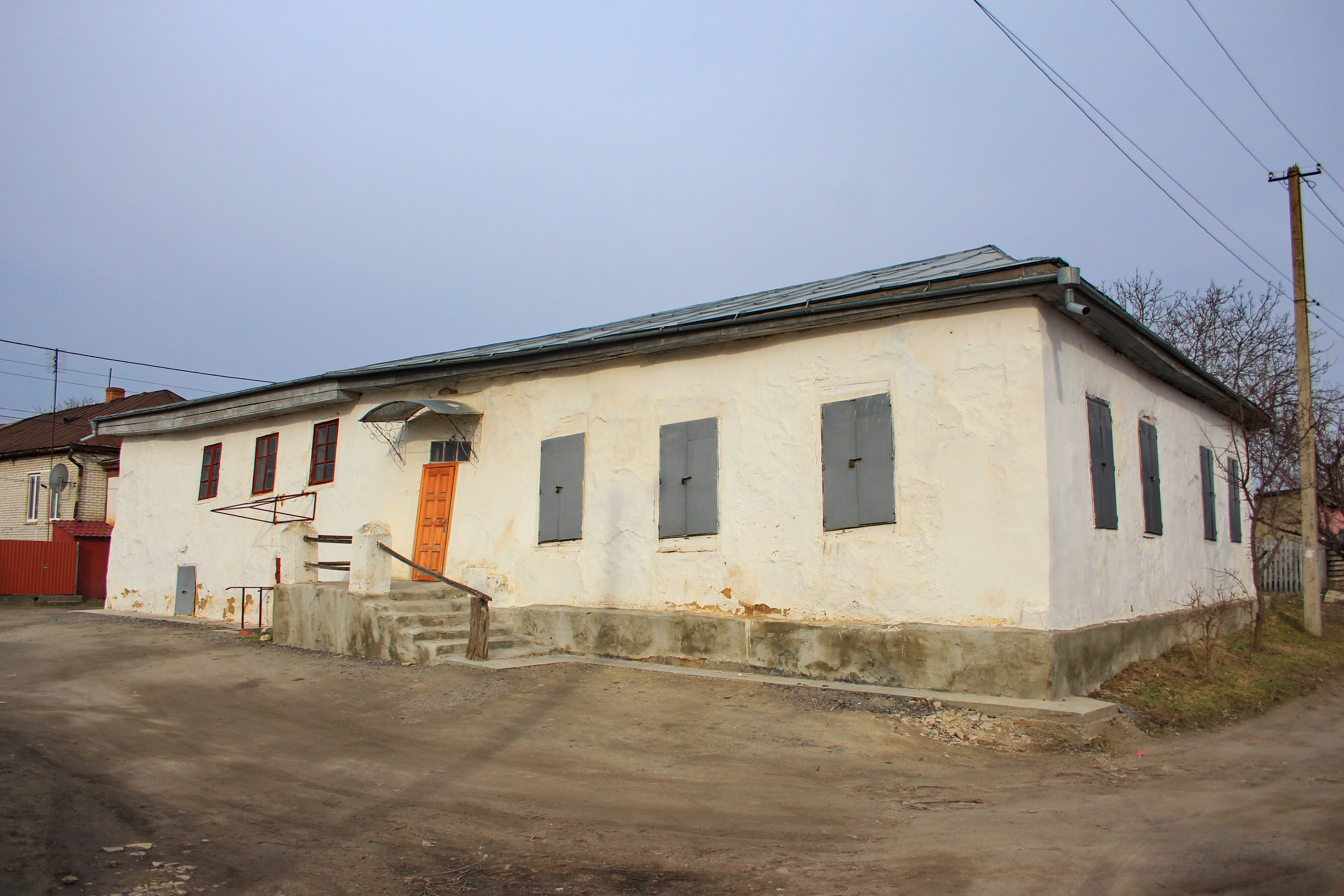
Synagoge in Berschad

Die Synagoge in Berschad, einer ukrainischen Stadt in der Oblast Winnyzja, wurde zu Beginn des 19. Jahrhunderts  errichtet. Sie ist eine der wenigen Synagogen in der Ukraine, die im Zweiten Weltkrieg nicht zerstört wurde und danach in der Sowjetunion auch nicht geschlossen wurde. Sie wird noch heute von der kleinen jüdischen Gemeinde genutzt. Die Synagoge ist nicht zu verwechseln mit der prunkvollen Großen Synagoge,  die nicht mehr existiert.

## Architektur
Das weißgetünchte Bauwerk aus Balken und Flechtwerk mit Lehmverstrich macht, auch wenn es größer ist, den Eindruck eines für die Gegend üblichen ländlichen Gebäudes. Die Außenmaße sind circa 21 × 12 m. Die Höhe circa ist 3,30 m bis zum Dachsims und 6 m bis zum Giebel.
Innen ist es in zwei Teile unterteilt: den Hauptraum (Gebetsraum der Männer), der eingeschossig ist, und einen zweigeschossigen Teil. Dieser enthält den Gebetsraum der Frauen und beherbergte wohl auch Wohnräume. Die Zweiteilung ist auch an der äußeren Befensterung zu erkennen.
Zwei Reihen von Holzbalken stützen die Decke. Die Bimah steht auf einem kleinen Podium im Zentrum des Gebetsraums; vier hölzerne Säulen an den Ecken reichen ebenfalls bis zur Decke. Diese ist dort mit einem Davidstern und einer Inschrift dekoriert.
Der Toraschrein ist ein geschnitzter kleiner Wandschrank. Eine Nische für den Schrein ist nicht vorhanden.